# Joan Subirats
Pour les articles homonymes, voir Subirats (homonymie).
Joan Subirats Humet, née le 17 mai 1951 à Barcelone, est un universitaire et homme politique espagnol membre de Barcelone en commun (BeC) et de Catalogne en commun (CatComù).
Il est nommé adjoint à la maire de Barcelone à la suite des élections municipales de 2019. Il devient ministre de l'Enseignement supérieur du gouvernement de coalition de Pedro Sánchez deux ans plus tard. Son ministère disparaît en 2023.

## Biographie

### Formation et profession
Joan Subirats étudie à l'université de Barcelone où il obtient un doctorat en sciences économiques en 1980. En juillet 2009, il fonde l'Institut de gouvernement et de politiques publiques (IGOP) de l'université autonome de Barcelone et en devient président. Il a enseigné dans de nombreuses universités et est considéré comme expert en politiques publiques.

### Adjoint à la maire de Barcelone
Joan Subirats est nommé commissaire à la Culture de la mairie de Barcelone en novembre 2017. Il concourt ensuite en deuxième position sur la liste présentée par la maire sortante de Barcelone Ada Colau en vue des élections municipales de mai 2019 et est élu conseiller municipal. Ada Colau ayant été réélue maire par la suite, elle nomme Joan Subirats sixième adjoint chargé de la Culture, de l'Éducation et de la Science. Il siège également à la députation provinciale de Barcelone. Il abandonne l'ensemble de ses responsabilités en juillet 2021.

### Ministre de l'Enseignement supérieur
Le 16 décembre 2021, le ministre de l'Enseignement supérieur Manuel Castells, représentant désigné par la maire de Barcelone Ada Colau lors de la formation en janvier 2020 de l'exécutif de coalition dirigé par Pedro Sánchez, annonce sa prochaine démission pour raisons personnelles. Joan Subirats est choisi pour le remplacer,. Il aura alors pour mission d'achever les négociations de la loi organique du système universitaire (LOSU) dont l'avant-projet avait été présenté en septembre précédent par son prédécesseur et qui souhaitait se réunir avec les acteurs universitaires afin de susciter le plus large consensus.